# All Excess
Albums de Avenged Sevenfold
City Of Evil
(2005) Avenged Sevenfold
(2007)
All Excess est le premier DVD d'A7X, sorti quelques mois avant leur album éponyme. Son contenu vise surtout les fans du groupe car il contient un long documentaire sur le groupe et chacun de ses membres durant leurs huit premières années passées à Huntington Beach (ville de Californie où le groupe est né), sur leur progression au fil de Sounding the Seventh Trumpet à Waking the Fallen et jusqu'à City Of Evil, des anecdotes, leurs hauts et bas, etc.

## Contenu
Le DVD se divise en 3 parties :
- Le documentaire All Excess;
- Les 4 clips de Unholy confessions, Bat country, Beast and the harlot et Seize the day. Chaque clip pouvant être lu avec les commentaires du groupe et quelques autres avec les commentaires du réalisateur. Excepté Seize the day qui lui a en plus son making of.
- Performances live de Beast and the harlot, Trashed and scattered, Syn's guitar solo et de Bat country. Divers autres bonus sont également accessibles.